# Enghien-les-Bains
Enghien-les-Bains er en mindre fransk kommune, der ligger ved Lac d'Enghien cirka 11 km nord for Paris. Byens indbyggertal var i 2008 12.115
Enghien ligger ved nogle svovlholdige kilder, der fra gammel tid har gjort byen til et kursted.